# Johan Jacob Bergström
Johan Jacob Bergström, född 21 maj 1784 i Viby socken, Närke, död 16 november 1841 i Vassmolösa, Ljungby socken, var en svensk ämbetsman.
Bergström var son till kronofogden Aron Bergström. Han blev student vid Uppsala universitet 1799, avlade examen till rättegångsverken 1800 och blev samma år auskultant i Svea hovrätt. 1801-02 var han biträde vid landskansliet i Örebro och förestod under tiden landssekreterartjänsten där. 1804 blev Bergström extraordinarie notarie i Svea hovrätt samt senare samma år auskultant och extraordinare notarie vid Stockholms rådstuvurätt. Under slutet av året utsågs han första gången att förvalta ett häradshövdingämbete. Under de följande åren 1805-10 förestod han vid flera gånger olika domsagor vid olika häradsting. 1806 blev Bergström extraordinarie fiskal i hovrätten, förordnades 1809-13 till sekreterare i sjöförsäkringsrätten och förestod ett advokatfiskalämbete i Svea hovrätt 1810-12. Han förordnades som aktör i undersökningen om kronprins Karl Augusts död 4 juli 1810 och var även aktör i undersökningarna av oroligheterna i samband med Fersenska mordet. Bergström var borgarståndets sekreterare vid urtima riksdagen i Örebro 1812, adjungerad ledamot av Svea hovrätt 1813.
Johan Jacob Bergström utsågs 7 december 1813 till häradshövding i Södra Möre härad, en post han sedan kom att inneha till sin död. Under sin tid här kom han att bli känd som en av landets mest ansedda domare. Under tiden här var han även engagerad inom andra områden, bland annat var han med om att grunda Kalmarbanken och arbetade för inrättandet av ett stuteri vid Ottenby kungsgård. 1821 var han förordnad till ordförande vid rådhusrätten i Kalmar, han var sekreterare för bondeståndet vid riksdagarna 1828-30 och 1834-35 samt justitieombudsmannens suppleant 1834.